# Zgornja Kungota
Zgornja Kungota este o localitate din comuna Kungota, Slovenia, cu o populație de 1.594 de locuitori.